# 미스미 우이카
미스미 우이카(三角初華) 애니메이션 『BanG Dream!』! It's MyGO!!!!!'의 등장인물.
CV:사사키 리코

## 개요
애니메이션「BanG Dream!」의 파생 작품 「It's MyGO!!!!!」의 등장 인물. 6월 26일생. 키 160cm.
2인조 아이돌 유닛 「sumimi」의 멤버로, 기타와 보컬을 담당하는 것 외, 악곡의 대부분을 작사 작곡하고 있다. 같은 멤버의 준타마나와는 동기. 쿨한 분위기가 인기여서 팬들로부터는 상냥한 성격을 선호하고 있다. 치하야 아이네도 팬의 혼자서 앱판의 스토리에서는 「우이카짱」이라고 부르고 있다.
취미는 별을 보는 것이고, 그럭저럭 자주 플라네타륨에 방문하고 있는 모양.
하나사키가와 여자학원 고등부 1학년으로 타치키, 우미리와 같은 반. 제10화에서는 밴드 활동에 고민해 플라네타리움에 방문하고 있던 타카마츠 히카루와 우연히 만났을 때에, 그녀에 대해 본항 첫머리의 대사로 상냥하게 어드바이스 해, 밴드 활동을 뒷받침하는 계기를 주었다.
현재 하가오카여자학원에 다니고 있는 카와사키코는 소꿉친구. 토가와 집의 별장이 있다고 생각되는 섬의 출신으로, 유년기에 거기에 방문한 사키를 만나고 있다. 사키코와 1년 만에 재회했을 때, 그녀로부터 모의 의뢰를 받은 묘사가 이루어져, 제13화에서 사키코가 결성한 신밴드 「Ave Mujica」의 기타 보컬 「드롤리스」로서 데뷔 공연을 실시했다.

## 돌로리스(ドロリス)
밴드 유닛 'Ave Mujica'에서의 노래 무대 이름. 유닛에서는 기타와 보컬 담당. 애니메이션 「It's MyGO!!!!!」제13화의 극신에서는 주역을 맡고 있어, 자신이 인형인 것을 깨닫지 못하고 있는, 친구(소유자)에게 버림받은 인형으로 설정되어 있다. 달밤에 혼자 노래를 부르던 중 오블리비오니스와 모티스를 만나게 되고, 같은 버려진 인형들이 모여드는 '마스카레이드'의 유혹을 받는다.
1st 라이브 「Perdere Omnia」에서의 극신에서는, 버려져도 여전히 「그 아이가 있다, 그것만으로 나의 세계는 채워졌다. 이상의 세계였다」라고 친구에 대한 애정과 추억을 계속 가지지만, 아모리스나 오블리비오니스에 이상의 세계는 존재하지 않는 것을 들이밀려, 세계의 파괴를 실시한다. 그 후 망한 세계에서의 다른 인형들의 언행에 곤혹스러워하고 오블리비오니스의 부추김을 받으면서도 마지막에는 세계의 파괴로부터 새로운 세계의 창조로의 계기가 되는 역할을 한다.
돌로리스로서의 1인칭은 '복'이다. (우이카 자신의 1인칭은 '나'이다.).

## 여담
- 「Its MyGO!!!!!」애니메이션 공식 사이트에서는 「초화」표기가 되어있다.
- 동복교복에서는 타이즈를 착용하고 있는 꽤 드문 캐릭터.
- 그녀의 성씨의 유래인 미스미는 복수가 있어, 도쿄도 에도가와구에 일찍이 존재했던 지명이라고 생각된다. 덧붙여 에도가와구 미스미는 현재의 지명에서는 하루에쵸 5초메와 에도가와 6초메 부근에 해당해, 도영 버스【헤이 23】(히라이역~게이요 교차로~카사이역)의 버스 정류장에 그 이름을 남긴다.
- 아이돌 데뷔가 결정되었을 때 사키코에게 받은 메시지를 분장실에서 휴식하고 있을 때 바라보고 웃고 있거나(우이카가 말하기를, 사키코의 메시지를 보고 항상 용기를 얻고 있었다는 것), 사키코가 참여한 'CRYCHIC'은 해체가 1년 전, 또한 첫 라이브 후 얼마 지나지 않아 해체한 활동 기간의 짧은 밴드임에도 불구하고, 우이카와는 안면이 없는 전 멤버인 히카리의 얼굴과 이름을 알고 있는 등, 사키코에 대해 강한 생각을 품고 있는 묘사가 되어 있다.
- 같은 쇼코의 소꿉친구인 와카바 무츠미와도 유년기부터 면식이 있는지는 현재 밝혀지지 않았지만, 무츠미에게 몇 번이고 얽히는 유텐지 냥을 격려하거나 라이브 후에 무츠미에게 페트병의 물을 가져와 그녀의 기타 연주를 칭찬하거나 신경쓰는 듯한 묘사가 있다.
  - 덧붙여 무츠미와는 달리 사키코의 처지는 모르는 것 같아, 제13화에서는 혼자 귀가하려고 하는 쇼코에 대해서 순진하게 함께 돌아가자고 신청해 그녀에게 책망받고 있다.
- 일부 팬으로부터는 「 「Ave Mujica」의 드로리스가 아니냐」라고 이야기했지만, 마침내 최종화에서 드로리스=우이로 밝혀졌다.
  - 제작진 인터뷰에 따르면 'Ave Mujica'에서도 작사를 맡고 있다고 한다. 인물상·감성은 타카마츠테루와는 정반대로 되어 있어 컨셉에 맞추어 사람이 원하는 가사를 쓸 수 있는 능력이 있다고 되어 있다.
  - 돌로리스로서의 1인칭은 '나'이지만, 가사 및 가창시는 '나'. 반대로 등은 평상시의 1인칭은 '나'를 사용하지만, 가사 및 가창시의 1인칭은 '나'가 되는 등 가사 자체도 쌍을 이루고 있다.
- 우이카는 이미 아이돌 유닛 「sumimi」의 멤버로서 이미 활동을 하고 있기 때문에, 「Ave Mujica」로서의 활동을 감안해, 팬으로부터는 「아이돌 그만두지 않았으면 좋겠다」 「그만두면 마나짱의 일은 어떻게 해?」라고 벌써부터 걱정의 소리가 거론되고 있다.
  - 애니메이션 종료 후에 간행된 『메가미 매거진』 2023년 11월호 게재의 제작진에 의한 인터뷰 기사에 의하면, sumimi와 Ave Mujica는 같은 연예 기획사에 소속되어 있고, 초화는 sumimi와의 양립을 조건으로 Ave Mujica에 참가하고 있다고 한다. 최종화 방송 후 '어브 뮤지카'를 주역으로 한 스핀오프가 제작될 것으로 공지되고 있어 수미미의 거취도 함께 주목받고 있다.
  - 덧붙여 우이카 자신은 「sumimi」의 활동에 대해서, (네거티브한 의미로) 뭔가 생각하는 바를 가지고 있는 것 같아, 분장실에서 혼자 남게 되었을 때에 거울을 보고 「끔찍한 얼굴」이라고 탄식하는 묘사가 되어 있다. 「꽤 참고, 원하지 않는 「sumimi」의 활동을 하고 있다」또는 「sumimi」의 멤버로서의 자신을 탐탁지 않게 생각하고 있다」라고 한 것인가.